# فرمول بارومتریک
فرمول بارومتریک

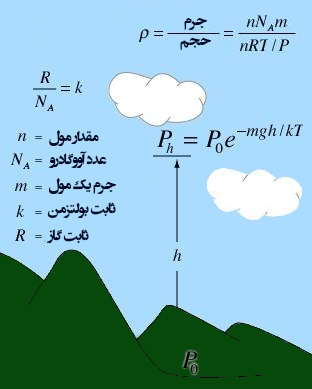
تصویری شماتیک از اثر فشار بارومتریک و پارامترهای اثرگذار بر آن

فرمول بارومتریک، فرمولی است که برای مدل‌سازی چگونگی تغییر فشار (یا چگالی) هوا با ارتفاع استفاده می‌شود.
فرمول‌ بارومتریک معادله ریاضی مهمی است که برای درک و پیش بینی رفتار فشار جو در ارتفاعات مختلف استفاده می‌شود. از زمان اولین پیشرفتی که در این زمینه توسط پیر سیمون لاپلاس در قرن هجدهم به دست آمد؛ مفروضات اساسی فرمول‌های بارومتریک به صورت زیر بوده است:
1-در نظر گرفتن هوا به عنوان گاز ایده‌آل در حالت پایا
2-در نظر گرفتن فشار اتمسفر به عنوان فشار هیدرواستاتیک بر اساس قانون پاسکال 
با این حال، گازها از قانون پاسکال پیروی نمی کنند، زیرا مولکول‌ها به طور متوسط آنقدر از یکدیگر دور هستند که نمی‌توانند وزن مولکول‌های همسایه خود را در جهت عمودی منتقل کنند.

## پیشینه تاریخی

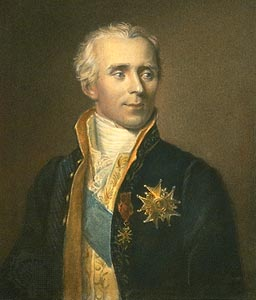
ادموند هالی

این واقعیت که با افزایش ارتفاع فشار هوا کاهش می‌یابد مدت‌ها قبل برای فیزیکدانان قرن هفدهم به خوبی شناخته شده بود، همچنین آنها می‌دانستند که دلیل این امر آن است که هرچه به سمت بالا حرکت می‌کنیم، هوای کمتری بالای سر ما وجود دارد. اما توصیف ریاضی وابستگی فشار به ارتفاع برای اولین بار تنها پس از انتشار قانون بویل در سال 1662 امکان پذیر شد که رابطه معکوس بین فشار و حجم گاز ایده آل را نشان می‌دهد. 
فرمول فشارسنجی (بارومتریک) اولین بار در سال 1686 توسط فیزیکدان ادموند هالی منتشر شد، اما این فرمول بدون توسعه ریاضی منظم منتشر شد. اولین کسی که توسعه منظم فرمول فشارسنجی را در سال 1805 و در جلد چهارم اثر پنج جلدی خود یعنی مکانیک آسمانی، بیش از صد سال پس از انتشار این فرمول توسط هالی منتشر کرد، ریاضیدان و فیزیکدان پیر سیمون لاپلاس بود.

## معادلات فشار

تابع تغییرات فشار نسبت به ارتفاع

دو معادله برای محاسبه فشار به عنوان تابعی از ارتفاع تعریف می‌شود. در معادله اول که برای مدل استاندارد تروپوسفر استفاده می‌شود، فرض می‌شود که دما با ارتفاع از سطح دریا تغییر می‌کند.

{\displaystyle P=P_{b}\left[{\frac {T_{b}-\left(h-h_{b}\right)L_{b}}{T_{b}}}\right]^{\tfrac {g_{0}M}{R^{*}L_{b}}}}
در معادله دوم که برای مدل استاندارد استراتوسفر است فرض می‌شود که دما با تغییر ارتفاع تغییر نمی‌کند، در این صورت معادله به صورت زیر در خواهد آمد:

{\displaystyle P=P_{b}\exp \left[{\frac {-g_{0}M\left(h-h_{b}\right)}{R^{*}T_{b}}}\right]}
در روابط بالا داریم:
- {\displaystyle P_{b}} =فشار مرجع
- {\displaystyle T_{b}} =دمای مرجع (K)
- {\displaystyle L_{b}} =نرخ افت دما (K/m) در ISA
- {\displaystyle h} =ارتفاعی که فشار در آن محاسبه می‌شود(m)
- {\displaystyle h_{b}} =ارتفاع سطح مرجع b
- {\displaystyle R^{*}} =ثابت گاز جهانی: 8.3144598 J/(mol·K)
- {\displaystyle g_{0}} =شتاب گرانشی: 9.80665 (m/s2)
- {\displaystyle M} =جرم مولی هوای زمین: 0/0289644 کیلوگرم بر مول

مقدار زیرخط b مطابق با هر یک از هفت لایه متوالی اتمسفر که در جدول زیر نشان داده شده‌است، از 0 تا 6 تغییر می‌کند. در این معادلات، g0 , M و *R هر یک ثابت‌های تک ارزشی هستند، در حالی که مطابق با جدول زیر P ،L ، T و h ثابت‌های چندارزشی هستند. مقادیر مورد استفاده برای g0, M مطابق با  U.S. Standard Atmosphere که در سال 1976 تعیین شده، هستند اما مقدار *R به‌طور ویژه با مقادیر استاندارد برای این ثابت یکسان نیست.
مقدار مرجع Pb برای b = 0 مقدار در سطح دریا برابر P0 = 101325 Pa یا  inHg 29/92126 تعریف شده است. مقادیر  Pb از b = 1 تا b = 6 به کمک معادلات ۱ و ۲ برای حالتی که h = hb+1. به دست می‌آیند.
| شاخص b | ارتفاع از سطح دریا | ارتفاع از سطح دریا | فشار استاتیک | فشار استاتیک | دمای استاندارد (K) | نرخ افت دما | نرخ افت دما | توان g0 M / R L |
| شاخص b | (m)                | (ft)               | (Pa)         | (inHg)       | دمای استاندارد (K) | (K/m)       | (K/ft)      | توان g0 M / R L |
| ------ | ------------------ | ------------------ | ------------ | ------------ | ------------------ | ----------- | ----------- | --------------- |
| ۰      | ۰                  | ۰                  | ۱۰۱ ۳۲۵٫۰۰   | ۲۹٫۹۲۱۲۶     | ۲۸۸٫۱۵             | ۰٫۰۰۶۵      | ۰٫۰۰۱۹۸۱۲   | ۵٫۲۵۵۸          |
| ۱      | ۱۱ ۰۰۰             | ۳۶٬۰۸۹             | ۲۲ ۶۳۲٫۱۰    | ۶٫۶۸۳۲۴۵     | ۲۱۶٫۶۵             | ۰٫۰         | ۰٫۰         | —               |
| ۲      | ۲۰ ۰۰۰             | ۶۵٬۶۱۷             | ۵۴۷۴٫۸۹      | ۱٫۶۱۶۷۳۴     | ۲۱۶٫۶۵             | -۰٫۰۰۱      | -۰٫۰۰۰۳۰۴۸  | -۳۴٫۱۶۲۶        |
| ۳      | ۳۲ ۰۰۰             | ۱۰۴٬۹۸۷            | ۸۶۸٫۰۲       | ۰٫۲۵۶۳۲۵۸    | ۲۲۸٫۶۵             | -۰٫۰۰۲۸     | -۰٫۰۰۰۸۵۳۴۴ | -۱۲٫۲۰۰۹        |
| ۴      | ۴۷ ۰۰۰             | ۱۵۴٬۱۹۹            | ۱۱۰٫۹۱       | ۰٫۰۳۲۷۵۰۶    | ۲۷۰٫۶۵             | ۰٫۰         | ۰٫۰         | —               |
| ۵      | ۵۱ ۰۰۰             | ۱۶۷٬۳۲۳            | ۶۶٫۹۴        | ۰٫۰۱۹۷۶۷۰۴   | ۲۷۰٫۶۵             | ۰٫۰۰۲۸      | ۰٫۰۰۰۸۵۳۴۴  | ۱۲٫۲۰۰۹         |
| ۶      | ۷۱ ۰۰۰             | ۲۳۲٬۹۴۰            | ۳٫۹۶         | ۰٫۰۰۱۱۶۸۳۳   | ۲۱۴٫۶۵             | ۰٫۰۰۲       | ۰٫۰۰۰۶۰۹۶   | ۱۷٫۰۸۱۳         |

## معادله چگالی
عبارت‌های محاسبه چگالی تقریباً با محاسبه فشار یکسان هستند؛ تنها تفاوت آنها، وجود توان در معادله ۱ است. دو معادله، برای محاسبه چگالی به عنوان تابعی از ارتفاع وجود دارد. معادله اول برای مدل استاندارد تروپوسفر استفاده می‌شود که در آن رابطه دما با ارتفاع متغیر است؛ همچنین معادله دوم برای مدل استاندارد استراتوسفر کاربرد دارد که در آن دما ثابت فرض می‌شود.
معادله ۱:
{\displaystyle \rho =\rho _{b}\left[{\frac {T_{b}-(h-h_{b})L_{b}}{T_{b}}}\right]^{\left({\frac {g_{0}M}{R^{*}L_{b}}}-1\right)}}
که معادل نسبت فشار نسبی و تغییرات دما است:
{\displaystyle \rho =\rho _{b}{\frac {P}{T}}{\frac {T_{b}}{P_{b}}}}
معادله ۲:
{\displaystyle \rho =\rho _{b}\exp \left[{\frac {-g_{0}M\left(h-h_{b}\right)}{R^{*}T_{b}}}\right]}
در روابط بالا داریم:
- {\displaystyle {\rho }} = چگالی جرمی (kg/m3)
- {\displaystyle T_{b}} = دمای استاندارد (K)
- {\displaystyle L} = نرخ افت دمای استاندارد (جدول زیر را ببینید) (K/m) در ISA
- {\displaystyle h} = ارتفاع از سطح دریا (متر ژئوپتانسیل)
- {\displaystyle R^{*}} = ثابت گاز جهانی 8.3144598 N·m/(mol·K)
- {\displaystyle g_{0}} = شتاب گرانشی: 9.80665 (m/s2)
- {\displaystyle M} = جرم مولی هوای زمین: 0/0289644 کیلوگرم بر مول

مقدار زیرخط b مطابق با هر یک از هفت لایه متوالی اتمسفر که در جدول زیر نشان داده شده‌است، از ۰ تا ۶ متغیر است. مقدار مرجع ρb برای b = ۰ از سطح دریا برابر ρ0 = 1.2250 kg/m۳ یا slug/ft3 0.0023768908 تعریف شده‌است. مقادیر ρb از b = 1 تا b = 6 به کمک معادلات  1 و 2 برای حالتی که h = hb+1 به دست می‌آید .
در این معادلات، g0, M و *R هر یک ثابت‌های تک ارزشی هستند، در حالی که  مطابق با جدول زیر ρ، L, T و h ثابت‌های چند ارزشی هستند. مقادیر به کار رفته برای M, g0 و *R  مطابق با استاندارد آمریکا در سال ۱۹۷۶ نوشته شده‌است اما مقدار *R به‌طور ویژه با مقادیر استاندارد موجود برای این ثابت یکسان نیست.
| شاخص b | ارتفاع از سطح دریا (h) | ارتفاع از سطح دریا (h) | چگالی جرم ({\displaystyle \rho }) | چگالی جرم ({\displaystyle \rho }) | دمای استاندارد (T) (K) | نرخ افت دما (L) | نرخ افت دما (L) |
| شاخص b | (m)                    | (ft)                   | (kg/m3)                           | (slug/ft3)                        | دمای استاندارد (T) (K) | (K/m)           | (K/ft)          |
| ------ | ---------------------- | ---------------------- | --------------------------------- | --------------------------------- | ---------------------- | --------------- | --------------- |
| 0      | 0                      | 0                      | 1.2250                            | ۲٫۳۷۶۸۹۰۸×۱۰−۳                    | 288.15                 | 0.0065          | 0.0019812       |
| 1      | 11 000                 | 36,089.24              | 0.36391                           | ۷٫۰۶۱۱۷۰۳×۱۰−۴                    | 216.65                 | 0.0             | 0.0             |
| 2      | 20 000                 | 65,616.79              | 0.08803                           | ۱٫۷۰۸۱۵۷۲×۱۰−۴                    | 216.65                 | -0.001          | -0.0003048      |
| 3      | 32 000                 | 104,986.87             | 0.01322                           | ۲٫۵۶۶۰۷۳۵×۱۰−۵                    | 228.65                 | -0.0028         | -0.00085344     |
| 4      | 47 000                 | 154,199.48             | 0.00143                           | ۲٫۷۶۹۸۷۰۲×۱۰−۶                    | 270.65                 | 0.0             | 0.0             |
| 5      | 51 000                 | 167,322.83             | 0.00086                           | ۱٫۶۷۱۷۸۹۵×۱۰−۶                    | 270.65                 | 0.0028          | 0.00085344      |
| 6      | 71 000                 | 232,939.63             | 0.000064                          | ۱٫۲۴۵۸۹۸۹×۱۰−۷                    | 214.65                 | 0.002           | 0.0006096       |

## استخراج فرمول
فرمول بارومتریک را می‌توان به کمک قانون گازهای ایده‌آل به دست آورد:
{\displaystyle P={\frac {\rho }{M}}{R^{*}}T}
با فرض بر اینکه فشار وارد شده، هیدرواستاتیک باشد:
{\displaystyle dP=-\rho g\,dz}
و با تقسیم 𝑑𝑃 بر عبارت 𝑃 رابطه زیر به دست می‌آید:
{\displaystyle {\frac {dP}{P}}=-{\frac {Mg\,dz}{R^{*}T}}}
با تعمیم این عبارت از سطح زمین تا ارتفاع z رابطه زیر به دست می‌آید:
{\displaystyle P=P_{0}e^{-\int _{0}^{z}{Mgdz/R^{*}T}}}
اگر تغییر دما را خطی فرض کرد  {\displaystyle T=T_{0}-Lz} و جرم مولی ثابت و شتاب گرانشی، اولین فرمول بارومتریک را به دست می‌آوریم:
{\displaystyle P=P_{0}\cdot \left[{\frac {T}{T_{0}}}\right]^{\textstyle {\frac {Mg}{R^{*}L}}}}همچنین با ثابت فرض کردن دما و انتگرال‌گیری، فرمول دوم  بارومتریک را به ما می‌دهد:
{\displaystyle P=P_{0}e^{-Mgz/R^{*}T}}

در این فرمول، *R ثابت گاز است و عبارت R*T / Mg ارتفاع مقیاس را می‌دهد (تقریبا برابر ۸٫۴ کیلومتر برای تروپوسفر).
برای نتایج دقیق تر، باید بدانید که اتمسفرهایی که حاوی آب هستند به عنوان یک گاز ایده‌آل رفتار نمی‌کنند.)

## همچنین ببینید
- Hypsometric equation
- NRLMSISE-00
- Vertical pressure variation